# Jim Doehring
James Frederic „Jim” Doehring (ur. 27 stycznia 1962 w Santa Barbara) – amerykański lekkoatleta, który specjalizował się w pchnięciu kulą.
Dwa razy startował w igrzyskach olimpijskich: Seul 1988 (11. miejsce) oraz Barcelona 1992 (srebrny medal). W roku 1993 wywalczył srebrny medal halowych mistrzostw świata. Dwukrotnie zdobył tytuł mistrza USA (1990 – stadion & 1993 – hala). W 1990 roku zdyskwalifikowany za stosowanie dopingu.

## Osiągnięcia
| Rok  | Impreza                   | Miejsce   | Lokata      | Wynik |
| ---- | ------------------------- | --------- | ----------- | ----- |
| 1988 | Igrzyska olimpijskie      | Seul      | 11. miejsce | 19,89 |
| 1990 | Igrzyska dobrej woli      | Seattle   | 2. miejsce  | 21,12 |
| 1992 | Igrzyska olimpijskie      | Barcelona | 2. miejsce  | 20,96 |
| 1993 | Halowe mistrzostwa świata | Toronto   | 2. miejsce  | 21,08 |
| 1994 | Finał Grand Prix IAAF     | Paryż     | 4. miejsce  | 20,20 |

## Rekordy życiowe
- stadion: 21,60 m (13 czerwca 1992, Los Gatos)
- hala: 21,56 m (26 lutego 1993, Princeton)